# HD 1527
HD 1527，又名BD+39 56，SAO 36269、HR 75，是一颗恒星，视星等为6.33，位于銀經116.46，銀緯-21.74，其B1900.0坐标为赤經0h 14m 25.9s，赤緯+40° -21.74′ 29″。